# 王至森寺
王至森寺（おしもりじ）は、愛媛県西条市にある真言宗御室派の寺院。山号と院号は法性山多聞院、本尊は大日如来。新四国曼荼羅霊場の第三十一番札所である。
御詠歌：ありがたや　たつあらなみを　しづめつつ　み船導く　森のともしび

## 概要・歴史
寺伝によると、舒明天皇（じょめいてんのう・在位629～41）が道後温泉へ行幸の途中、燧灘で暴風雨に遭い、この時、森の中の寺で難を避けた故事に因み王至森寺と称したという。伝説に、森の木を大阪小松藩が御庫屋敷の建材に用いたところ、毎夜、帰りたいと泣くような音がするので川へ流した。月日を経て現在の戻川に流れ着いたことから地名に転じたという。鎮守法性大権現の別名は大威徳明王。牛に跨り、忿怒相を現す慈と威の像で篤い信仰があった。
山門の扁額「法性山」は小松藩三代一柳頼徳の筆跡である。 （中略）一柳頼徳は名君と称せられ、当時三百諸侯きっての能筆家であった。裏山に西国三十三番札所があったが、最近境内へ移して祀っている。

## 伽藍
- 山門
- 本堂
- 大師堂：大師像を拝顔できる。
- 法性権現堂：大師堂の左脇から上に延びる石段を上がり右に折れてさらに上り詰めるとある。
- 霊照堂（位牌堂）
- 平和の塔
- 客殿
- 駐車場：約30台

## 文化財

### 天然記念物（国指定）
- キンモクセイ

高さ16m、根回り4m、樹齢不詳。日本最大の金木犀。国の天然記念物に指定（昭和2年4月8日指定、指定名称は「王至森寺のキンモクセイ」）。環境省のかおり風景百選にも選定されている（平成13年11月12日）。

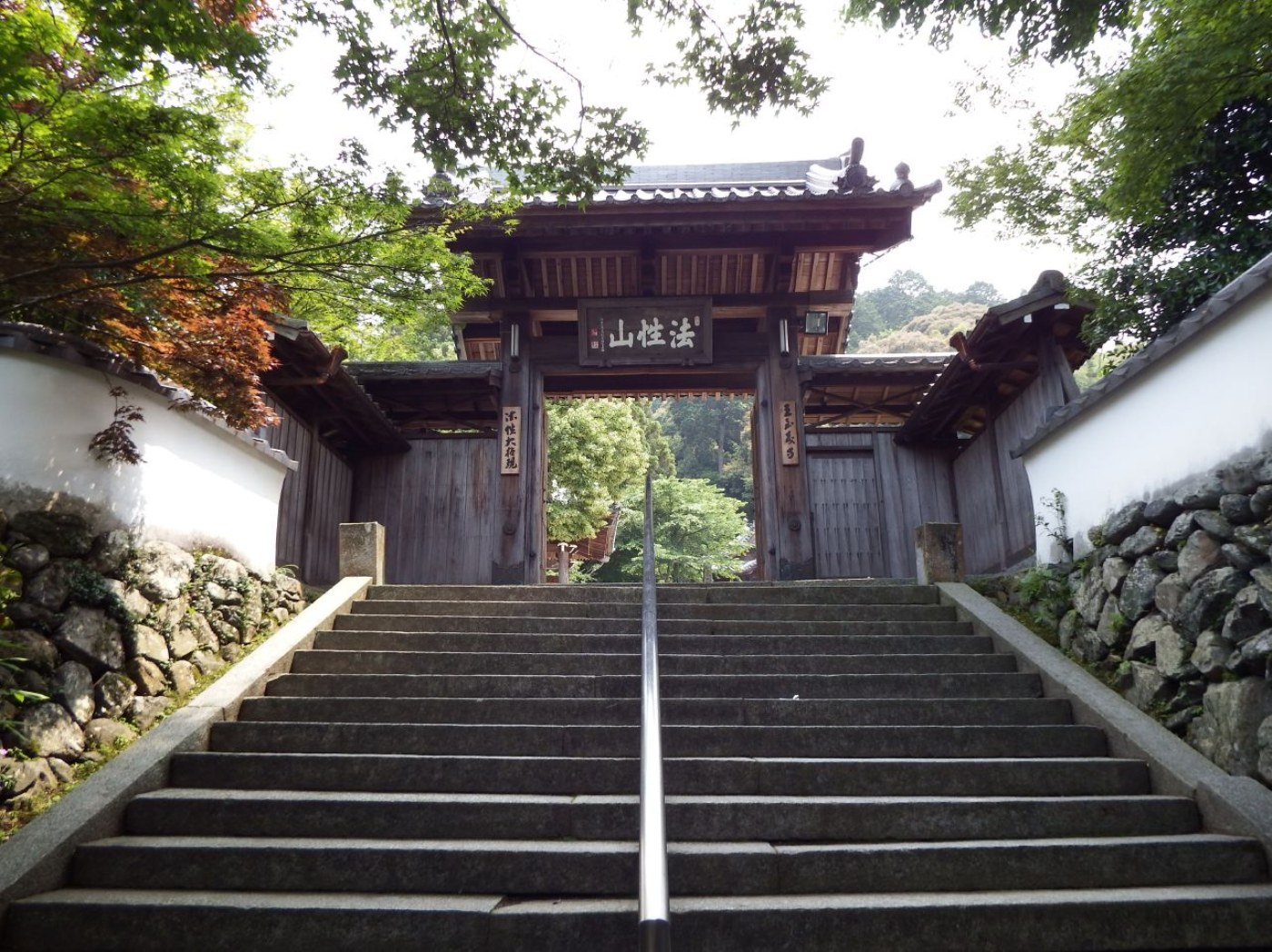
山門
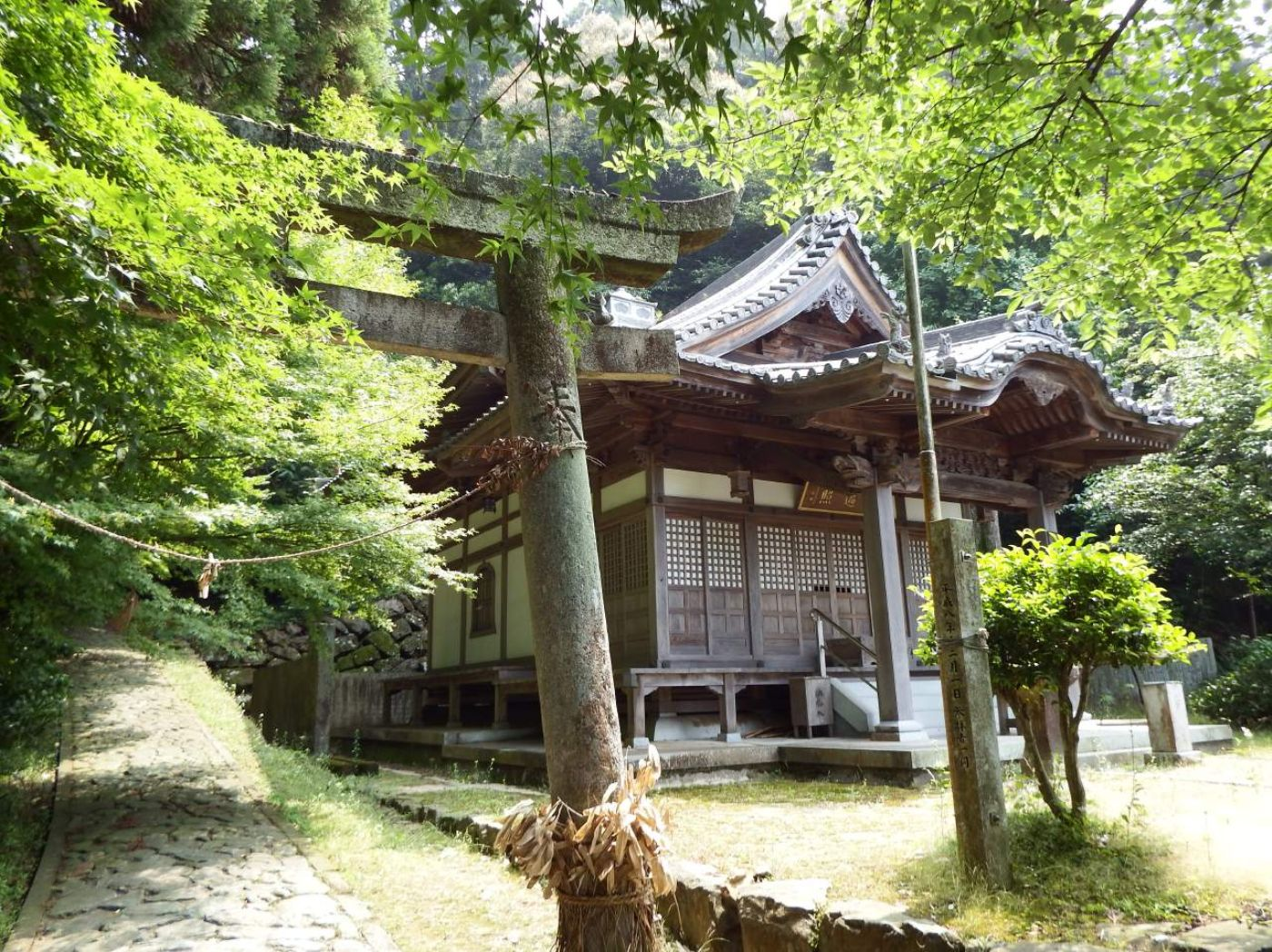
大師堂
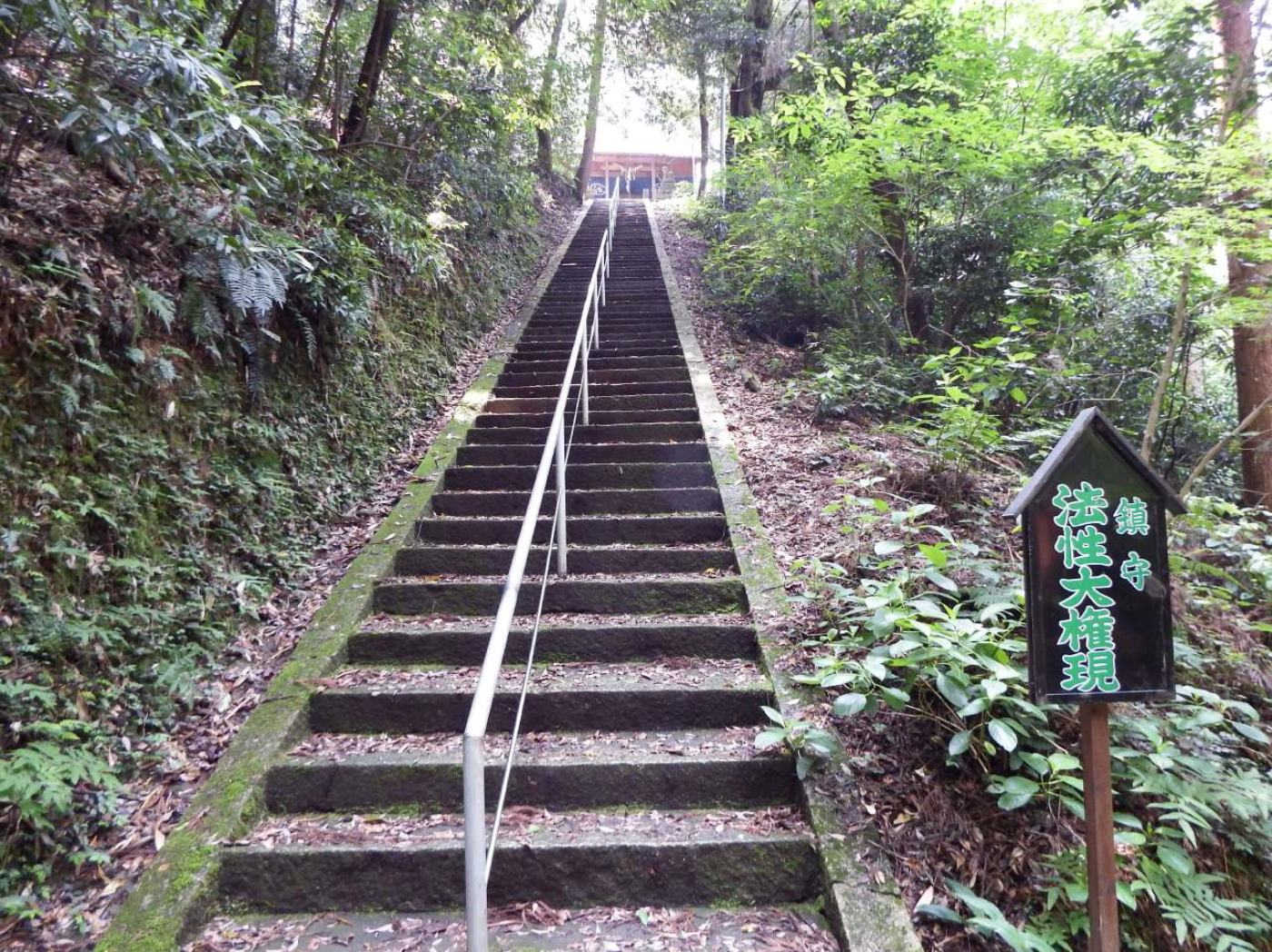
法性権現堂への参道
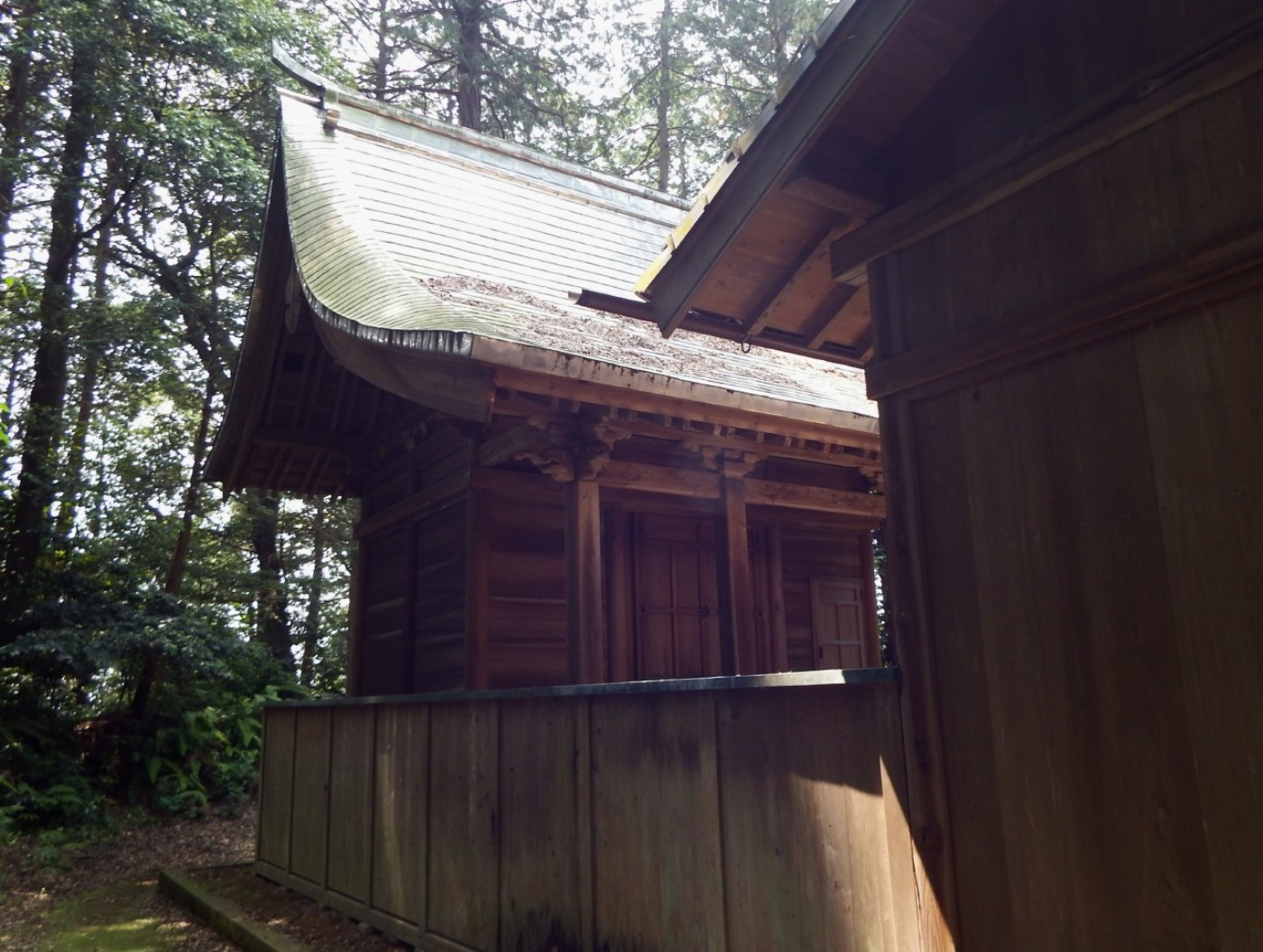
法性権現本殿と拝殿
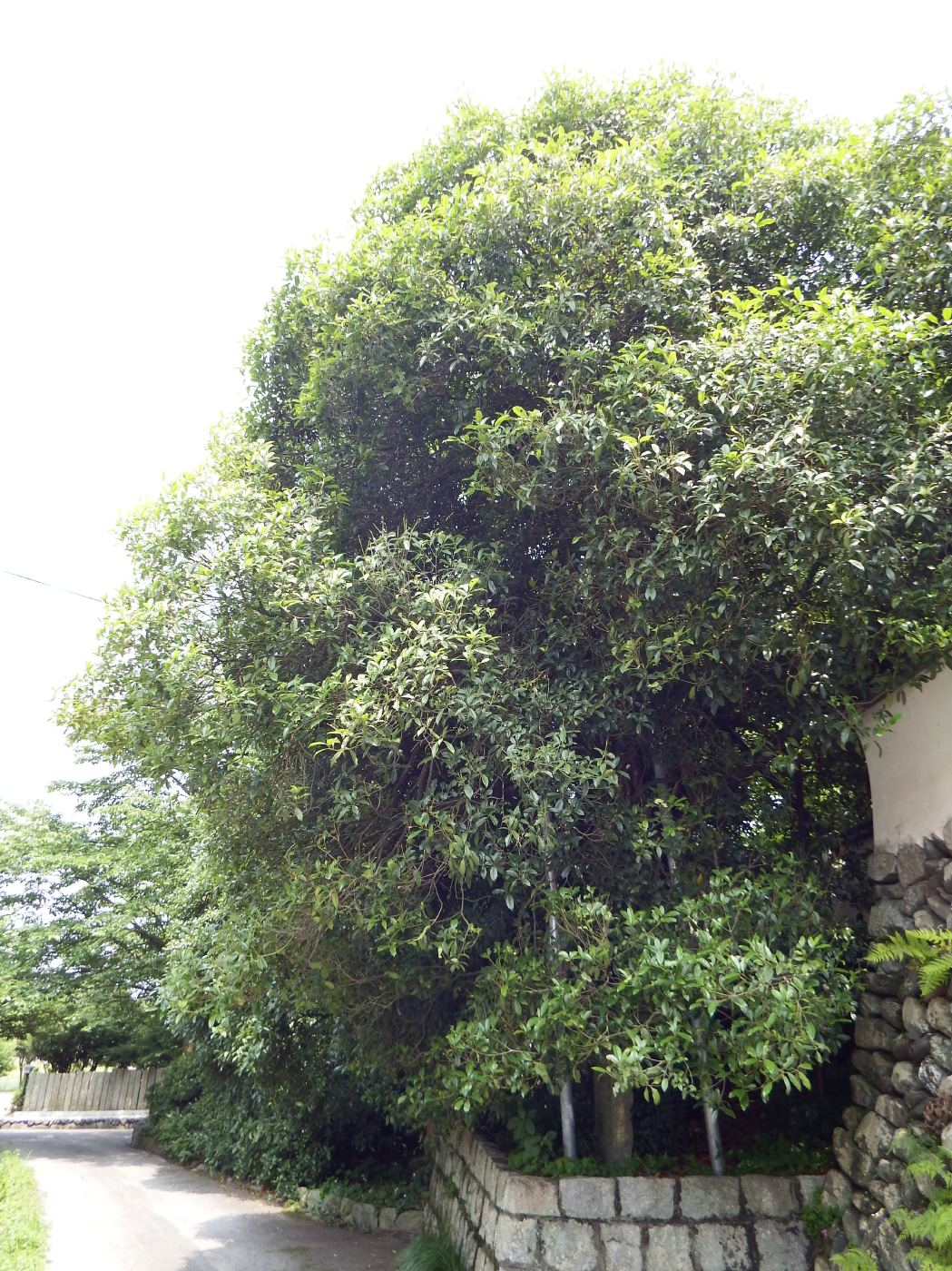
金木犀

## 前後の札所
新四国曼荼羅霊場
30番 萩生寺 --  31番 王至森寺 -- 32番 極楽寺